# Earl of Inchcape

Wappen der Earls of Inchcape

Earl of Inchcape ist ein erblicher britischer Adelstitel in der Peerage of the United Kingdom.

## Verleihung und nachgeordnete Titel
Der Titel wurde 1929 für den Geschäftsmann und Kolonialbeamten James Mackay, 1. Viscount Inchcape, geschaffen.
Zusammen mit der Earlswürde wurde ihm der Titel Viscount Glenapp, of Strathnaver in the County of Sutherland verliehen. Er war bereits 1911 zum Baron Inchcape, of Strathnaver in the County of Sutherland, und 1924 zum Viscount Inchcape, of Strathnaver in the County of Sutherland, erhoben worden. Diese Titel gehören ebenfalls zur Peerage of the United Kingdom und werden als nachgeordnete Titel des Earls geführt.

## Liste der Earls of Inchcape (1929)
- James Mackay, 1. Earl of Inchcape (1852–1932)
- Kenneth Mackay, 2. Earl of Inchcape (1887–1939)
- Kenneth Mackay, 3. Earl of Inchcape (1917–1994)
- Peter Mackay, 4. Earl of Inchcape (* 1943)

Voraussichtlicher Titelerbe (Heir apparent) ist der Sohn des aktuellen Titelinhabers Fergus Mackay, Viscount Glenapp (* 1979).